# استان دوم

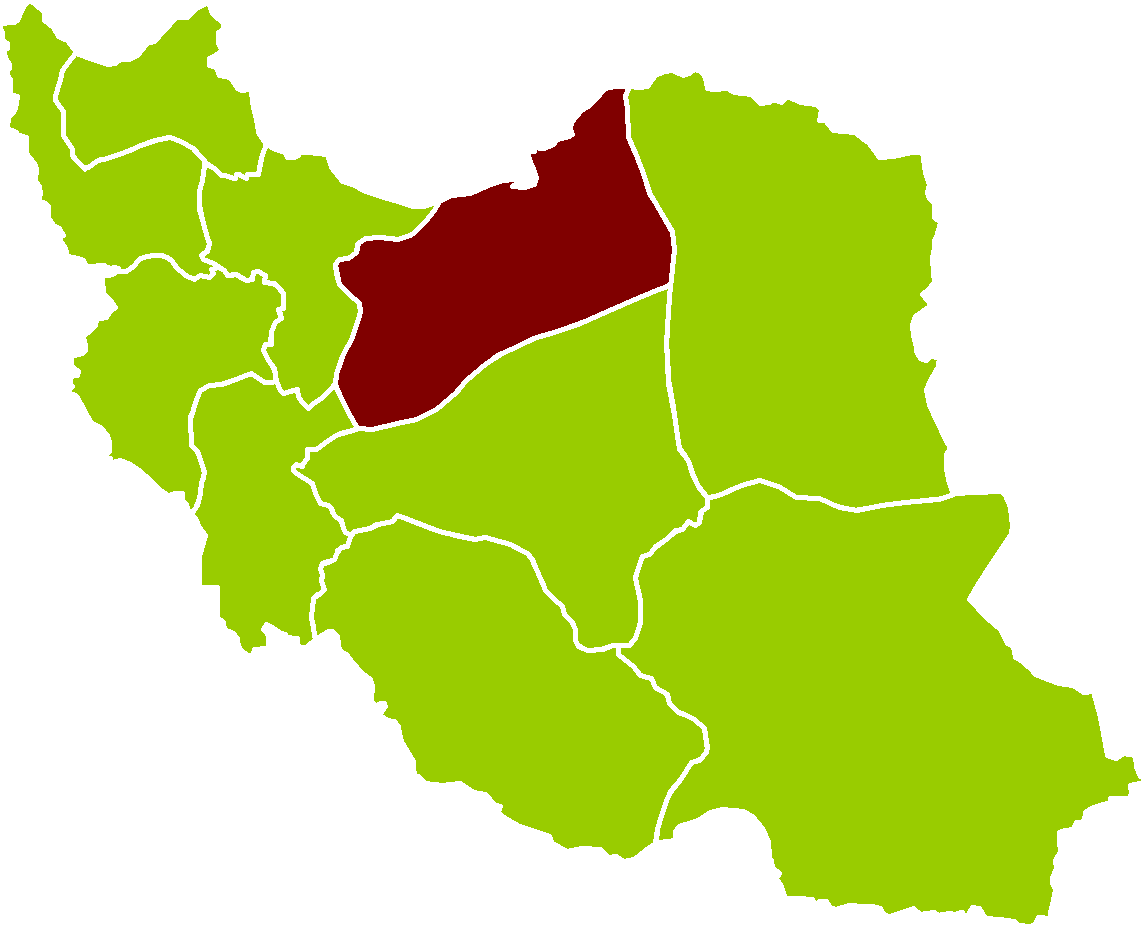
جایگاه استان دوم در نقشهٔ ایران.

استان دوم یکی از ۱۰ استان ایران بود که در ۱۹ دی ۱۳۱۶ خورشیدی، با اصلاح قانون تقسیمات کشوری به عنوان استان یکم تعیین گردید. این استان شامل ۶ شهرستان قم، کاشان، طهران، سمنان، ساری، گرگان بود.
این استان شامل شهرهای قم، کاشان، تهران، سمنان، ساری و گرگان می‌بود.
طبق ماده ۳ مصوب ۱۳۱۶/۸/۶ هر استان تحت اداره یک نفر استاندار قرار داشته که در محدوده مقررات این قانون به فرمانداران حوزه ماموریت خود دستور و تعلیمات می داده و با وزارت داخله (وزارت کشور) رابطه مستقیم داشته و طبق تبصره ۱ همان ماده استانداران دارای مرکز ثابت نبوده و در کلیه امور شهرستان های تابعه بازرسی کرده و مسنول حسن جریان امور آنها بوده اند.این نکته که استاندار مرکز ثابتی نداشته،نکته جالبی است.شاید مقصود قانون گذار آن بوده که استاندار دائما در سطح استان در حرکت باشد و نیز یک شهر خاص تحت عنوان این که مرکز استان است بیش از سایر شهر ها رشد نکند. و به نوعی هم گروه شدن چند ولایت کشور ایران.
از استان دوم این شهرستان ها  و بخش‌های زیر جدا و مستقل شده‌اند:
1. استان بیستم (سمنان): تأسیس ۱۳۵۵ خورشیدی
2. استان بیست و سوم (تهران): تأسیس ۱۳۵۷ خورشیدی
3. استان بیست و پنجم (قم): تأسیس ۱۳۷۵ خورشیدی
4. استان بیست و هفتم (گلستان): تأسیس ۱۳۷۶ خورشیدی
5. استان سی و یک ام (البرز): تأسیس ۱۳۸۹ خورشیدی
6. شهرستان کاشان

- ضمیمه گردیدن شهسوار

در تقسیمات کشوری سال ۱۳۱۶ خورشیدی، شهرستان شهسوار از استان مازندران جدا شد و به  استان یکم پیوست. طبق مصوبه شماره ۶۵۷۸ هیئت وزیران در سال ۱۳۲۳ شهرستان شهسوار از استان یکم منتزع و به استان دوم ضمیمه گردید.
- انتزاع تهران، قم، محلات و دماوند

هیئت وزیران در جلسه ۲۰ مهر ماه ۱۳۲۶ بنا به پیشنهاد شماره ۵۵۴۱–۵۶۵۱۲ وزارت کشور تصویب نمودند که چون دو استان ۳ و ۴ با استفاده از تبصره ۲ ماده ۲ قانون تقسیمات کشور تبدیل به یک استان به نام استان آذربایجان گردیده‌است، تهران نیز تبدیل به استان و به نام استان تهران نامیده شود. شهرستانهای قزوین ـ ساوه از استان یکم و شهرستان قم از استان دوم منتزع و بضمیمه شهرستان دماوند و شهرستان محلات تابع استان تهران خواهد بود.
- تغییر نام به مازندران

در تاریخ ۱۳۳۹/۲/۲۱ به موجب  ماده ۱۳ قانون وظایف و اختیارات استانداران، مقرر شد استان های کشور که از سال ۱۳۱۶ با شماره نام گذاری شده بودند، با نام اصلی خود خوانده شوند و دولت مکلف شد با توجه به سوابق تاریخی، نام و حوزه ی استان را تعیین کند. بر این اساس، استان دوم در سال ۱۳۳۹ استان مازندران نام گرفت.